# Luigi Cirenei
Luigi Cirenei (Castel del Piano, Perugia, 28 settembre 1881 – Roma, 13 maggio 1947) è stato un militare, compositore e direttore d'orchestra italiano, particolarmente conosciuto per aver scritto la marcia d'ordinanza dell'Arma dei Carabinieri, La Fedelissima.

## Biografia
Cirenei ottenne il diploma in alta composizione, direzione e composizione per banda a Pesaro nel 1901. Dieci anni dopo, riuscì a entrare nell'89º reggimento di fanteria nel capoluogo ligure con il ruolo di direttore della musica. Nel 1925 gli viene data la responsabilità di dirigere la banda musicale dell'Arma dei Carabinieri. In questo ruolo riuscì a riformare profondamente l'organico orchestrale portando la banda a essere stimata a livello mondiale. Come direttore d'orchestra condusse la banda in varie tournee internazionali che riscossero un notevole successo e che convinsero il ministero competente a investire maggiormente nell'organico della banda, aumentandone i componenti. Nel 1931 venne nominato Accademico di Santa Cecilia e, cinque anni dopo, venne promosso a ruolo di consulente tecnico ed ispettore generale per le musiche dell'esercito. In questo nuovo ruolo riuscì a riformare l'ambito musicale in tutti i corpi militari italiani.
In qualità di compositore scrisse La Fedelissima, definita da Umberto Giordano uno dei lavori meglio riusciti nell'ambito delle marce; oltre a numerose altre composizioni, sia per bande militari che sinfoniche. Cirenei ebbe, inoltre, un legame professionale con l'Albania: compose degli inni per questo Paese e venne incaricato, dal Re Zog I di Albania, di gettare le basi per la realizzazione di un nuovo liceo musicale nella capitale albanese.

## Opere
- Poemetto eroico
- Ultimo assalto
- Cantata per cori, per orchestra e organo in onore di Enrico Petrella
- La vita
- Suite fiorentina
- La Fedelissima